# ウェルピア伊予
ウェルピア伊予（ウェルピアいよ、Welpia Iyo）は、愛媛県伊予市にある総合文化施設である。

## 概要
前身は愛媛厚生年金休暇センター（ウェルサンピア伊予）である。
全国の厚生年金休暇センターの施設保有権が、2005年10月1日付で独立行政法人年金・健康保険福祉施設整理機構に移管され、5年以内に段階的に廃止・売却の手続きが進められた。
施設は伊予市が取得することになり、2008年2月に伊予市が条例を制定した。その後2008年4月に同条例が施行され、「ウェルピア伊予」として運営が開始された。
施設内に高さ50mの展望タワーがあり、独特の形状で遠くからでもよく目立つため、伊予市のランドマークのひとつになっている。

## 沿革
- 1979年（昭和54年）2月 - 愛媛厚生年金休暇センター新築。
- 1987年（昭和62年）3月 - 増築。
- 1995年（平成7年）3月 - 増築。
- 2001年（平成13年）3月 - 増築。
- 2008年（平成20年）
  - 2月 - 伊予市が伊予市都市総合文化施設条例を制定。
  - 4月 - 伊予市都市総合文化施設条例が施行され、「ウェルピア伊予」として運営開始。
  - 7月 - Fun Space株式会社が指定管理者として運営開始[3]。

## 主な施設
- 宿泊施設
- レストラン、喫茶店
- 展望ラウンジ
- 会議・研修・宴会・披露宴 会場
- 大浴場
- 体育館
- テニスコート
- ゴルフ練習場
- 野球場
- 大型プール
- 駐車場（450台）

## 所在地
〒799-3105 愛媛県伊予市下三谷1761-1

### アクセス
- 松山空港から車で25分
- JR四国予讃線 伊予市駅から車で5分
- 伊予鉄道郡中駅から車で5分
- 伊予ICから車で8分
- 松山観光港から車で40分
- 三津浜港から車で30分

### 周辺
- 国道56号
- 愛媛県道23号伊予川内線
- JR予讃線 伊予横田駅
- JR予讃線 鳥ノ木駅
- 伊予郵便局 - 2023年（令和5年）1月23日にウェルピア伊予の隣接地へ移転[4]
- セキ伊予工場
- ヤマキ第二工場
- 伊予市営鳥ノ木団地